# Chira Apostol
Chira Irina Apostol, po mężu Stoian (ur. 1 czerwca 1960 w Alexeni) – rumuńska wioślarka, złota medalistka olimpijska i trzykrotna medalistka mistrzostw świata.

## Kariera
Wystąpiła na igrzyskach olimpijskich w Los Angeles w 1984, gdzie osada Rumunii w składzie: Florica Lavric, Maria Fricioiu, Chira Apostol, Olga Homeghi i Viorica Ioja zdobyła złoty medal w czwórkach ze sternikiem. W finale A wyprzedziły o 2,55 sekundy Kanadyjki i o 3,99 sekundy Australijki. Był to jej jedyny start olimpijski.
W tej samej konkurencji wywalczyła złoty medal na mistrzostwach świata w Nottingham (1986) oraz srebrne medale na mistrzostwach świata w Duisburgu (1983) i mistrzostwach świata w Hazewinkel (1985).